# Урдинаран, Сантос
Са́нтос Урдинара́н (исп. Santos Urdinarán; 30 марта 1900, Монтевидео — 14 июля 1979, Монтевидео) — уругвайский футболист, нападающий. Чемпион мира 1930 года. Был известен также по прозвищу «Vasquito» (Маленький баск).

## Биография
Сантос Урдинаран провёл всю свою карьеру в составе одного клуба — «Насьоналя» (с 1919 по 1933 год) на позиции правого крайнего нападающего. Сантос — младший брат другого игрока сборной Уругвая, трёхкратного чемпиона Южной Америки и олимпийского чемпиона 1924 года Антонио Урдинарана, по прозвищу «Баск» (семья Урдинаранов происходит из басков), в том время как Сантоса прозвали «Маленьким баском» именно по той причине, что он был младшим братом Антонио.
На чемпионате мира 1930 года Сантос Урдинаран провёл один матч — стартовый для сборной Уругвая, против сборной Перу.
Кроме того, Сантос Урдинаран — двукратный (1924, 1928) олимпийский чемпион и трёхкратный (1923, 1924, 1926) чемпион Южной Америки.
Пятикратный чемпион Уругвая: 1919, 1920, 1922, 1923, 1924 гг.